# گلی‌کارامید
گلی‌کارامید (انگلیسی: Glicaramide) یک داروی ضد دیابت خوراکی است این ماده دارای قدرتی مشابه با گلی بن کلامید (گلیبورید) در کلاس دارویی است که به عنوان سولفونیل اوره شناخته می شود. ساختار آن مشابه است زیرا دارای یک گروه آسیل حلقوی است که جایگزین ۲-متوکسی-۵-کلروبنزیل دومی می شود.  همانند گلی بن کلامید، به عنوان سولفونیل اوره نسل دوم طبقه بندی می شود. ممکن است اثرات خارج از پانکراس بارزتر از گلی بن کلامید یا تولبوتامید باشد.